# پاپاراتزی (فیلم ۱۹۹۸)
پاپاراتزی (انگلیسی: Paparazzi) یک فیلم در سبک کمدی به کارگردانی آلن بربریان است که در سال ۱۹۹۸ منتشر شد. از بازیگران آن می‌توان از کاترین فرو، دومینیک بسنئار، ایزابل ژلیناس، ناتالی بای، نینو دآنجلو و ونسان لندون نام برد.